# John P. Abizaid
John Philip Abizaid (n. el 1 de abril de 1951 en Coleville, California, Estados Unidos) es un General retirado del Ejército de los Estados Unidos de origen árabe libanés cristiano que fue el comandante del  Comando Central de los Estados Unidos entre el 2003 y el 2007, en la cual tomó el liderazgo de las fuerzas de ocupación en Irak y Afganistán.

## Carrera personal
John nació en Coleville, California, Estados Unidos, el 1 de abril de 1951 y asistió al colegio secundario Coleville High School de su ciudad natal en 1969. Cabe agregar que su origen étnico proviene del medio oriente (descendiente de palestino-libaneses) y que tiene una familia de tradición militar por ello Abizaid asistió a la  Academia Militar de West Point en los Estados Unidos en 1973. Fue Olmsted Scholar en la Universidad de Jordania, en Ammad, Jordania.
En 1980 asiste a la Universidad de Harvard. Asimismo se destacó como Senior Fellow, en la Hoover Institution, de la Universidad de Stanford. 
Fue Asistente del Comandante de División, 1 ª División Blindada en Bosnia-Herzegovina. 
Además fue comandante de la Brigada, 504.º Regimiento de Infantería Paracaidista de la 82.º División Aerotransportada. 
Abizaid comandó el 3 º Batallón, la 325a del equipo de combate batallón Airborne, en Vicenza, Italia, durante la crisis del Golfo, con el batallón desplegado en el Kurdistán en el norte de Irak. 
Fue Comandante de Empresas en el 2 º y 1 º Batallón Ranger, llevando una compañía de fusileros Ranger durante la invasión de Granada.
John Abizaid comandó la 1 ª División de Infantería, el "Big Red One", en Wurzburg, que proporcionó las fuerzas de tierra por primera vez en Kosovo.
Ex Director del Estado Mayor Conjunto y Ex Director de Planes Estratégicos y de Políticas (J5) en el Estado Mayor Conjunto, asimismo fue Asistente Ejecutivo del Presidente de la Junta de Jefes de Estado Mayor.
Los Turnos de personal incluyen un tour con las Naciones Unidas como oficial de operaciones para el Grupo de Observadores en el Líbano y una gira en la Oficina del Jefe del Estado Mayor del Ejército de EE. UU.; giras europeas incluyen asignaciones de personal, tanto en el Sur de Europa de la Fuerza de Tareas y en la sede del Ejército de EE. UU. Europa.

## Comandante en Irak y Afganistán
Durante la invasión de Irak de 2003, se desempeñó como Comandante Adjunto, del Mando de Fuerzas Combinadas, Comando Central de EE. UU. durante la Operación Libertad Iraquí
El comandante de las fuerzas de EE. UU. en Irak dijo que la lucha en el país ha sido el más duro en meses, pero añadió que no se necesitan más tropas a menos que se intensifique la lucha. 
El general del ejército John Abizaid, comandante del Comando Central de EE. UU., dijo en una entrevista en video de Catar que la "lucha en Irak ha sido más intensa que en cualquier momento desde las operaciones de combate de marzo y abril del año pasado (refieriendosé al 2003)." 
"Esta lucha fue principalmente contra elementos del antiguo régimen", dijo el general Abizaid. "Se incluyeron los combatientes extranjeros, los terroristas, y sin duda los extremistas - extremistas iraquíes también. Los grandes movimientos de la 1 ª Fuerza Expedicionaria de la Marina eran necesarias". 
La lucha es especialmente fuerte en Faluya, donde se encuentran hasta 2.000 insurgentes. 
"No cabe duda de que las bajas sufridas en abril han sido las víctimas más graves que hemos sufrido en Iraq hasta la fecha," dijo el general Abizaid. 
Además expresó que los combates en Irak, así como en Afganistán se espera que continúen y la lucha será difícil. 
"Todos debemos tener la paciencia para entender que estas misiones en Afganistán e Irak son difíciles. Son difíciles. Ellos llevan su tiempo. Pero no estamos en peligro de perder el control militar de la situación, ya sea en Irak o en Afganistán ", agregó. 
Abril fue especialmente mortal para las fuerzas de EE. UU., con más de 100 muertos y unos 900 heridos.

## Medallas y condecoraciones
Se le otorgó la Medalla por servicio distinguido en Defensa (uno de Oak Leaf Cluster); además fue Destinatario de la Medalla de Servicio Superior de Defensa, la Legión de Mérito (cinco Oak Leaf Clusters) y la Estrella de Bronce.